# Super Seria
Super Seria (ang. Super Series) – cykl indywidualnych zawodów siłaczy o nazwie Grand Prix. Są to jedne z najważniejszych, międzynarodowych rozgrywek siłaczy.

## Historia
Super Seria została zainaugurowana w roku 2000. Właścicielem marki jest przedsiębiorstwo World Class Events (z siedzibą w Szwecji), zarządzane przez byłego kulturystę, Ulfa Bengtssona. W 2004 została podpisana umowa z TWI (Trans World International), scalająca dwóch gigantów świata strongman: the World Strongman Super Series i the World’s Strongest Man w the World’s Strongest Man Super Series (WSMSS). Od 2009 cykl nazywa się The World Strongman Super Series.
W ciągu roku, w okresie pomiędzy kwietniem i sierpniem, odbywa się od dwóch do sześciu imprez Grand Prix.
Celem organizatorów jest również zapewnienie transmisji telewizyjnych z tych zawodów. Komentatorami dla telewizji są: mistrz strongman Svend Karlsen i Colin Bryce.
Zawody te były do końca 2008 jednocześnie jedyną i wyłączną kwalifikacją do indywidualnych Mistrzostw Świata Strongman. Czterej najlepsi zawodnicy z każdej eliminacji otrzymywali prawo do udziału w Mistrzostwach Świata Strongman. W 2009 rolę kwalifikacji do mistrzostw przejęły zawody z cyklu Giganci Na Żywo.

## Mistrzowie Super Serii
Miejsca zajęte podczas każdych zawodów Super Serii są punktowane i rejestrowane na koncie zawodnika. Im wyższą lokatę zajął zawodnik, tym większa liczba punktów wpływa na jego konto. Na zakończenie sezonu, zawodnik z największą liczbą punktów otrzymuje tytuł Mistrza Super Serii.
| Rok         | Zawodnik             | Kraj              |
| ----------- | -------------------- | ----------------- |
| 2001        | Magnus Samuelsson    | Szwecja           |
| 2002 / 2003 | Hugo Girard          | Kanada            |
| 2003 / 2004 | Mariusz Pudzianowski | Polska            |
| 2004 / 2005 | Žydrūnas Savickas    | Litwa             |
| 2005        | Mariusz Pudzianowski | Polska            |
| 2006        | Mariusz Pudzianowski | Polska            |
| 2007        | Mariusz Pudzianowski | Polska            |
| 2008        | Derek Poundstone     | Stany Zjednoczone |
| 2009        | Brian Shaw           | Stany Zjednoczone |
| 2010        | Brian Shaw           | Stany Zjednoczone |

## Zwycięzcy zawodów Super Serii

### Rok 2001[4]
| Zawody                               | Zawodnik          | Kraj     |
| ------------------------------------ | ----------------- | -------- |
| 1. zawody 2001 Grand Prix Holandii   | Wout Zijlstra     | Holandia |
| 2. zawody 2001 Grand Prix Czech      | Hugo Girard       | Kanada   |
| 3. zawody 2001 Grand Prix Sztokholmu | Magnus Samuelsson | Szwecja  |

### Rok 2002 / 2003
| Zawody                               | Zawodnik      | Kraj     |
| ------------------------------------ | ------------- | -------- |
| 1. zawody 2002 Grand Prix Szkocji    | Svend Karlsen | Norwegia |
| 2. zawody 2002 Grand Prix Sztokholmu | Hugo Girard   | Kanada   |
| 3. zawody 2002 Grand Prix Final      | Hugo Girard   | Kanada   |

### Rok 2003 / 2004
| Zawody                                                 | Zawodnik             | Kraj   |
| ------------------------------------------------------ | -------------------- | ------ |
| 1. zawody 2003 Grand Prix Hawajów                      | Mariusz Pudzianowski | Polska |
| 2. zawody 2003 Grand Prix Holandii                     | Mariusz Pudzianowski | Polska |
| 3. zawody 2003 Grand Prix Kanady                       | Hugo Girard          | Kanada |
| 4. zawody 2003 Grand Prix Finlandii                    | Hugo Girard          | Kanada |
| 5. zawody 2003 Arnold's Strongest Man Grand Prix Final | Žydrūnas Savickas    | Litwa  |

### Rok 2004 / 2005
| Zawody                            | Zawodnik             | Kraj    |
| --------------------------------- | -------------------- | ------- |
| 1. zawody 2004 Grand Prix Moskwy  | Mariusz Pudzianowski | Polska  |
| 2. zawody 2004 Grand Prix Szwecji | Magnus Samuelsson    | Szwecja |

### Rok 2005
| Zawody                                 | Zawodnik             | Kraj   |
| -------------------------------------- | -------------------- | ------ |
| 1. zawody 2005 Venice Beach Grand Prix | Mariusz Pudzianowski | Polska |
| 2. zawody 2005 Nautilus Grand Prix     | Mariusz Pudzianowski | Polska |
| 3. zawody 2005 Vulkan Grand Prix       | Mariusz Pudzianowski | Polska |
| 4. zawody 2005 Mohegan Sun Grand Prix  | Mariusz Pudzianowski | Polska |

### Rok 2006
| Zawody                                     | Zawodnik             | Kraj   |
| ------------------------------------------ | -------------------- | ------ |
| 1. zawody 2006 Arnold Classic Super Series | Žydrūnas Savickas    | Litwa  |
| 2. zawody 2006 Mohegan Sun Grand Prix      | Mariusz Pudzianowski | Polska |
| 3. zawody 2006 Grand Prix Moskwy           | Mariusz Pudzianowski | Polska |
| 4. zawody 2006 Grand Prix Polski           | Mariusz Pudzianowski | Polska |

### Rok 2007
| Zawody                                 | Zawodnik             | Kraj              |
| -------------------------------------- | -------------------- | ----------------- |
| 1. zawody 2007 Mohegan Sun Grand Prix  | Mariusz Pudzianowski | Polska            |
| 2. zawody 2007 Venice Beach Grand Prix | Dave Ostlund         | Stany Zjednoczone |
| 3. zawody 2007 Viking Power Challenge  | Mariusz Pudzianowski | Polska            |

### Rok 2008
| Zawody                                          | Zawodnik          | Kraj              |
| ----------------------------------------------- | ----------------- | ----------------- |
| 1. zawody 2008 Mohegan Sun Grand Prix           | Derek Poundstone  | Stany Zjednoczone |
| 2. zawody 2008 Madison Square Garden Grand Prix | Travis Ortmayer   | Stany Zjednoczone |
| 3. zawody 2008 Viking Power Challenge           | Arild Haugen      | Norwegia          |
| 4. zawody 2008 Grand Prix Szwecji               | Magnus Samuelsson | Szwecja           |

### Rok 2009
| Zawody                                 | Zawodnik       | Kraj              |
| -------------------------------------- | -------------- | ----------------- |
| 1. zawody 2009 Grand Prix Bukaresztu   | Marshall White | Stany Zjednoczone |
| 2. zawody 2009 Venice Beach Grand Prix | Brian Shaw     | Stany Zjednoczone |
| 3. zawody 2009 Grand Prix Szwecji      | Brian Shaw     | Stany Zjednoczone |

### Rok 2010
| Zawody                                | Zawodnik         | Kraj              |
| ------------------------------------- | ---------------- | ----------------- |
| 1. zawody 2010 Mohegan Sun Grand Prix | Derek Poundstone | Stany Zjednoczone |